# Patrulha do Espaço
Patrulha do Espaço est un groupe brésilien de punk rock, originaire de São Paulo, dans l'État de São Paulo, actif entre 1977 et 2018.

## Histoire
Le groupe est formé en 1977 par Arnaldo Baptista (ex-Mutantes), avec le batteur Rolando Castello Júnior (qui avait déjà joué avec Made in Brazil et Aeroblus, originaire d'Argentine), le bassiste Oswaldo « Cokinho » Gennari et le guitariste irlandais John Flavin (ex-Secos e Molhados). Patrulha do Espaço, un sous-titre de la chanson instrumentale Honky Tonky de l'album Lóki d'Arnaldo, fait ses débuts lors du premier concert de rock latino-américain au gymnase Ibirapuera de São Paulo en septembre 1977, devenant ainsi l'une des principales expressions du rock de São Paulo et du Brésil au cours des dernières décennies. C'est à cette époque qu'est enregistré l'album Elo Perdido, qui ne sera connu du public que plus d'une décennie plus tard.
Le 16 avril 1979, le groupe donne son dernier concert avec Percy et Walter Baillot (ex-Joelho de Porco) au théâtre Pixinguinha. Entre 1979 et 1985, le groupe s'impose comme le premier trio brésilien de hard rock, jouant des centaines de concerts. Au cours de cette période, ils enregistrent trois albums et un EP, contenant des morceaux tels que Columbia, Festa do Rock et Não Tenha Medo. En 1983, ils font la première partie du groupe Van Halen à São Paulo, et reçoivent les éloges d'Eddie Van Halen.
Le groupe reprend ses activités au début de 1999, lorsque Rolando Castello Junior a rejoint Luiz Domingues (basse et chant, ex-Língua de Trapo, ex-A Chave do Sol et ex-Pitbulls on Crack) ; Rodrigo Hid (guitare, chant et claviers, ex-Sidharta) et Marcello Schevano (guitare, chant, claviers et flûte, ex-Sidharta).
En 2011, le groupe contribue à la bande originale du documentaire Brasil Heavy Metal. Avec le line-up consolidé par l'ajout de Paulo Carvalho à la basse, le groupe commence le Base Rock Tour 2011, qui parcourt les États de Minas Gerais, Paraná, Santa Catarina, São Paulo et le District fédéral. Parallèlement à la tournée, ils enregistrent de nouvelles chansons qui donnent naissance à l'album Dormindo em Cama de Pregos, sorti en 2012, et partent en tournée pour promouvoir l'album. En 2014, un album est publié avec une performance live à Buenos Aires, en Argentine.
En 2017, le groupe annonce sa tournée d'adieu, avec une tournée célébrant 40 ans sur la route, le dernier spectacle ayant lieu le 3 novembre 2018, au SESC Belenzinho, à São Paulo. 

## Discographie

### Albums studio
- 1980 : Patrulha do Espaço
- 1981 : Patrulha do Espaço
- 1982 : Patrulha
- 1983 : Patrulha do Espaço 4
- 1994 : Primus Inter Pares
- 2000 : Chronophagia
- 2004 : Missão na Área 13
- 2012 : Dormindo em Cama de Pregos

### Albums live
- 2007 : Capturados Ao Vivo no CCSP em 2004

### Singles et EP
- 1978 : Mamãe de Rua (single)
- 1982 : Vieirinha Funky (single)
- 1984 : Tráfego Pesado (single)
- 1985 : Patrulha 85 (12" EP)
- 1990 : Cidade Nua (single)
- 1992 : Serial Killer (single)
- 1994 : Compacto (single)
- 2003 : .ComPactO (CD EP)

### Apparitions
- 1997 : Dossiê Volume 1
- 1998 : Dossiê Volume 2
- 1998 : Dossiê Volume 3
- 2002 : Dossiê Volume 4
- 2011 : Brasil Heavy Metal

### Arnaldo e Patrulha do Espaço
- 1987 : Faremos uma Noitada Excelente... (avec Arnaldo Baptista)
- 1988 : Elo Perdido (avec Arnaldo Baptista)